# IEEE-488

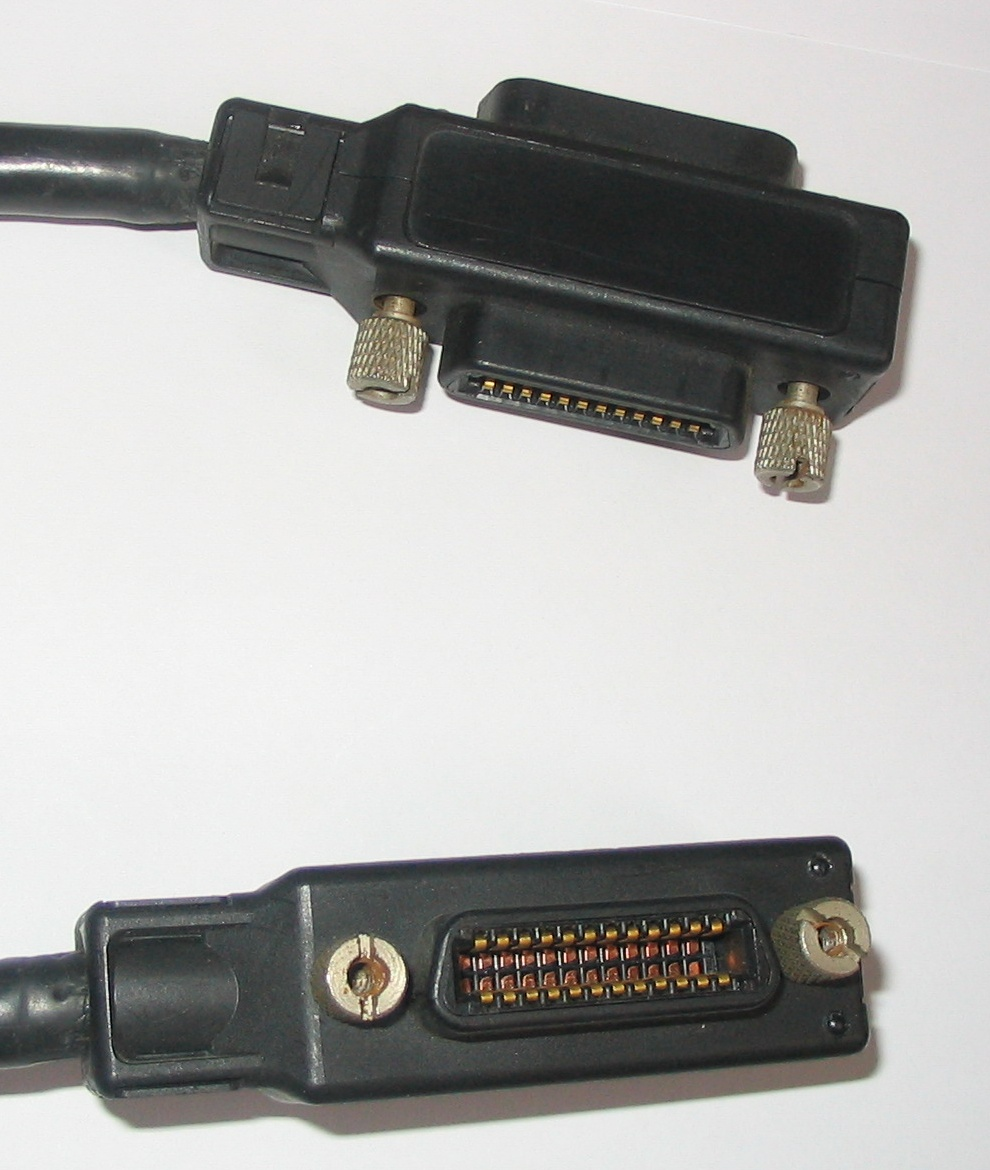
Wtyczki IEEE-488

IEEE-488 – nazwa interfejsu, łącza o krótkim zasięgu, wykorzystywanego w automatycznych systemach pomiarowych. IEEE-488 jest również znane jako GPIB (General Purpose Interface Bus), IEC 625 Bus i HP-IB (Hewlett-Packard Instrument Bus).

## Historia
Interfejs IEEE-488 został zaprojektowany w późnych latach 60. XX wieku przez Hewlett-Packard (HP). HP nazwał swój interfejs HP-IB, natomiast inne firmy używały nazwy GPIB.
W 1975 IEEE ustaliło standard tego łącza nazwany IEEE-488-1975 (obecnie IEEE-488.1). 
W standardzie IEEE-488.1 nie zostały uwzględnione formaty komend i danych. Zostało to dodane w 1987 jako standard IEEE-488.2 zwany również jako Standard Commands for Programmable Instruments (SCPI). Standard IEEE-488.2 (SCPI) rozwijany jest niezależnie od IEEE-488.1 i obecnie jest jednym z podstawowych standardów komunikacji z urządzeniami pomiarowymi niezależnie od tego czy są one połączone fizycznie przez interfejs IEEE-488.1

## Opis wyprowadzeń
|     |            |                                     |
| Pin | Oznaczenie | Opis                                |
| 1   | DIO1       | Linia danych                        |
| 2   | DIO2       | Linia danych                        |
| 3   | DIO3       | Linia danych                        |
| 4   | DIO4       | Linia danych                        |
| 5   | EOI        | Koniec transmisji                   |
| 6   | DAV        | Dane ważne                          |
| 7   | NRFD       | Gotowość do odbioru (logika ujemna) |
| 8   | NDAC       | Dane odebrane (logika ujemna)       |
| 9   | IFC        | Zerowanie interfejsu                |
| 10  | SRQ        | Żądanie obsługi                     |
| 11  | ATN        | Uwaga (logika ujemna)               |
| 12  | SHIELD     | Ekran                               |
| 13  | DIO5       | Linia danych                        |
| 14  | DIO6       | Linia danych                        |
| 15  | DIO7       | Linia danych                        |
| 16  | DIO8       | Linia danych                        |
| 17  | REN        | Zezwolenie na sterowanie zdalne     |
| 18  | GND        | masa DAV                            |
| 19  | GND        | masa NRFD                           |
| 20  | GND        | masa NDAC                           |
| 21  | GND        | masa IFC                            |
| 22  | GND        | masa SRQ                            |
| 23  | GND        | masa ATN                            |